# Trio Odemira
O Trio Odemira foi uma banda portuguesa fundada em 1955.

## Biografia

### 1955-1967
Os irmãos Júlio e Carlos Costa foram ainda novos para Odemira. O conjunto Dois Odemira surgiu em 1955, quando venceram um concurso de novos talentos promovido pelo programa radiofónico Companheiros da Alegria, de Igrejas Caeiro.
Nesse mesmo ano chumbaram o ingresso na Emissora Nacional.
Tornaram-se no Trio Odemira com a entrada de José Ribeiro, que esteve 22 anos no grupo.
O primeiro LP foi gravado em 1957 pela Valentim de Carvalho, para a Columbia. O disco que gravaram com "Rio Mira" tornou-se um grande sucesso, fora o caso de o tema ter sido proibido pela Rádio Renascença, por causa de esta rapsódia incluir uma quadra popular de um analfabeto de Odemira, que rezava assim: «Ai se eu tivesse a liberdade/Que a pulga tem no 'lençoli'/Apalpava as moças todas/Esta é dura, aquela é 'moli'».
Logo depois, seguiram-se temas como "Ama, Coração e Vida", de Pedro Flor, e "Malagueña", de Ernesto Lecoua.
Em 1958, fizeram a sua primeira digressão em África, com passagem por Angola, Congo Belga, Moçambique e África do Sul. No ano de 1960, atuaram em Bilbau e fizeram parte do primeiro programa da televisão espanhola.
Em 1963, atuaram em Inglaterra, na Suécia, na Finlândia e na Dinamarca. Em 1965, participaram na Asta - Convenção, em Hong Kong. Atuaram ainda na Tailândia, Filipinas, Japão, Israel e Grécia. Em 1967, estiveram dois meses, com Tony de Matos, nos Estados Unidos e no Canadá.
Temas gravados neste período: "Guantanamera", "História de Um Amor", "Cartas de Amor", "El Reloj",  "Vocês Sabem Lá", "Perfidia",  "Alma, Coração e Vida", "Rio Mira",  "Lembra-te ó Ana", "Abalei do Alentejo", "Caminito", "Ruega por Nosotros", "Una Aventura Mas,  , Quiéreme Mucho", "Ciao Amore",  , "És a Minha Canção",  "A Praia", "Malagueña", "Cielito Lindo", "Canção do Mar", "Porto Santo", "Guajirita", "Confesso",  , Grítenme Piedras del Campo",  "Rua Sem Luz", "Foi Deus", "Mi Buenos Aires Querido",  "Canção da Beira Baixa",  "Llévame", "Mar y Cielo", "Fadinho Triste",  "Fado de Santa cruz",  "Sin un Amor", "Lisboa Antiga" e "Espérame en el Cielo".

### 1968-1980
Em 1969, estiveram oito meses em Montreal, no melhor hotel do Canadá, Place Ville, onde foram convidados a pertencer ao Sindicato Americano dos Artistas.
Regressaram a Portugal em 1970 e compraram dois restaurantes: O Timpanas (típico), em Alcântara, e a Varanda do Chanceler (de luxo), em Alfama.
Em 1978, venderam os restaurantes e voltaram em força à música.

### 1981-1990
Na década de 80, obtiveram grande sucesso com temas como "Maldita Tu, Ana Maria" e "O Anel de Noivado". Juca Costa junta-se aos dois irmãos.
Participam no último disco de Carlos Paião, Intervalo.

### 1990-2005
Em 1993, a EMI lançou a compilação 35 Primaveras : as Primeiras Gravações : 1957/1967.
Em junho de 1998, receberam a medalha de mérito do concelho de Almada.
A RTP gravou "45 Anos do Trio Odemira", um espetáculo com o Septeto Café que decorreu no Coliseu dos Recreios.
Em 2005, celebraram os 50 anos de carreira com a edição do disco "Portugal Latino". Recuperaram alguns temas que foram êxitos seus, como "As Minhas Mãos nas Tuas", "Ala Vara del Camino" ou "Anel de noivado", e ritmos sul-americanos, com temas como "A Media Luz", La Cumparsita", "Si Piensas" ou "Guantanamera". Recuperam também dois temas cantados por Amália, "Foi Deus" (Alberto Janes), e "Novo Fado da Severa" (Frederico de Freitas/Júlio Dantas). O disco contou com a participação especial de Vania Marotti, que colaborou em quatro canções.

### 2007-2021
Para 2007, esteve prevista a edição de uma caixa do grupo que também incluiria uma banda desenhada. Carlos Costa era um grande coleccionador de BD, tendo sido um dos impulsionadores da editora Época d'Ouro.
É lançado um livro sobre o grupo e sobre o seu percurso. A editora Espacial lança o CD-duplo "Grandes Êxitos – Trio Odemira – 50 anos", que inclui 6 temas inéditos e muitos outros sucessos como "Anel de Noivado", "Nostalgia do Amor", "Amor Com Amor Se Paga", "Aqueles Olhos" ou "Ansiedad".
Em setembro de 2016, o grupo foi distinguido com Prémio de Mérito e Excelência Cidade de Moura, na área da Música.
Em 2019, o trio celebou os 60 anos de carreira, com uma atuação no Centro de Artes e Espetáculos da Figueira da Foz.
Carlos Costa morreu a 7 de março de 2021, aos 93 anos. O seu irmão, Júlio Costa, faleceu a 12 de março de 2021, aos 85 anos.
José Ribeiro morreu a 15 de agosto de 2024 no Hospital Nossa Senhora da Arrábida, em Brejos de Azeitão, aos 97 anos.
Mingo Rangel morreu a 25 de dezembro de 2024, aos 66 anos.

## Discografia

### Álbuns
- Request From Mexico
- Amor Antigo (Lp, 1985)
- Margarita (CD, Vidisco, 1996)
- Portugal Latino (CD, Ovação, 2005)

### Singles
- Guantanamera
- Quién Será / Menino De Oiro (EP, RCA)
- Tango
- Reino do Amor
- Maldita Tu, Ana Maria
- Anel de Noivado
- Onde Estás Coração / Tarantela  (Single, Discossete, 1987)

### Compilações
- 30 A nos Com Música Portuguesa
- Grandes Exitos 1961-1983 (2CD)
- Temas De Ooro Da Música Portuguesa (Polygram, 1992)
- 35 Primaveras : as Primeiras Gravações : 1957/1967 (2 CD, EMI, 1993)
- Disco de Ouro
- Melhor dos Melhores (Movieplay, 1994)
- Clássicos Da Renascença (Movieplay)
- O Melhor de 2 Tonicha/Trio Odemira (Universal, 2001)
- A Arte E A Música (Universal)
- Grandes Êxitos – Trio Odemira – 50 anos (Espacial)

- Casualmente Clássicos (K7)

## Comentários
Os aniversariantes da noite afirmaram que fazem um “balanço positivo de todos estes anos” e que se sentem “bastante safisfeitos por manter um público que já é de outras gerações”. Quanto a projetos para o futuro, estão já a gravar um novo álbum que sairá no fim do verão. Para já, o público pode contar com um CD e DVD ao vivo, resultante da gravação deste espetáculo, que também irá ser exibido na estação de televisão RTP (Diário do Barreiro).
Ao longo de 50 anos, além de terem atuado praticamente para todas as comunidades portuguesas no mundo, gravaram mais de 1000 canções, que integram centenas de EP e singles e perto de cem álbuns.
Temas gravados para a Polygram: "Ana Maria",."Anel de Noivado", "No reino do Amor", "Quando Amanhece", "Voltaremos Juntos ao Mar", "Amor Antigo", "Eu Sou Para Ti", "Quem Eu Amo", "Por Amor, "Que Linda Estás Esta Noite", "Queria Morrer Contigo", "Tempo Sem Fim", "O Emigrante", ."Foi Tão Fácil" e "Quem É o Louco". 
Temas gravados para a Alvorada:  "Bésame Mucho" (Consuelo Velasquez) "Lisboa à Noite" (Carlos Dias; Fernando Santos) "Kalunga" (folclore angolano; Arr. de Carlso Costa),  "Loucura" (Júlio de Sousa; Frederico de Brito),  "Manhã de Carnaval" (Luis Bonfá),  "Bailinho da Madeira" (Max),  "Quatro Palavras " (Alves Coelho Filho),  "Passarada" (Arr. Carlos Costa),  "Maria Helena,  Solamente Una Vez" (Augustín Lara),  "Adeus Ó Meu Amor" (Arr. Carlos Costa),  "Vagabundo" (Victor Simón),  "Yo Vendo Unos Ojos negros" (popular chileno; Arr. de Carlos Costa),  "Avé Maria no Morro" (Herivelto Martins),  "São João (popular; Arr. de Carlos Costa),  "Dos Amantes" (Alfredo Gil),  As Pombinhas da Catrina" (Arr. Carlos Costa) e "Fascinação" (Marchetti). 

## Ligações
- http://www.last.fm/music/Trio+Odemira
- http://www.classicosdaradio.com/companheiroAlegria.htm
- http://www.linternaute.com/musique/albums/artiste/trio-odemira/40031/portugal-latino/104922/
- http://www.ostinato.pt/

1. ↑  «Júlio Costa, do Trio Odemira, morre cinco dias após o irmão». Jornal SOL. Consultado em 12 de março de 2021
2. ↑  «Morreu José Ribeiro, co-fundador do Trio Odemira». Público. 16 de agosto de 2024
3. ↑  «Faleceu Mingo Rangel». Facebook. 27 de dezembro de 2024. Consultado em 31 de dezembro de 2024
4. ↑  Callixto, João Carlos (25 de dezembro de 2024). «MINGO RANGEL (1958-2024)». Facebook